# Viasat Explorer
Viasat Explorer är en tv-kanal från MTG-ägda Viasat som visar dokumentärfilmer och program om vilda djur, extremsport, äventyr med mera. Kanalen lanserades från början i Finland, Norge, Danmark och Sverige, men sedan den 1 november 2003 finns den även i Ryssland, Ukraina, Kazakstan, Baltikum, Moldavien, Vitryssland, Ungern, Polen, Rumänien och Bulgarien.
Enligt MMS kunde 480 000 svenskar se kanalen år 2003 (motsvarar sex procent av tv-befolkningen). I snitt tittade svensken ungefär 0,1 minuter dagligen på kanalen.
Från början var kanalen exklusiv i Viasats kanalpaket men april 2007 lanserades den även i Com Hems digital-tv-utbud och 23 september 2013 i Boxer.